# FORVM

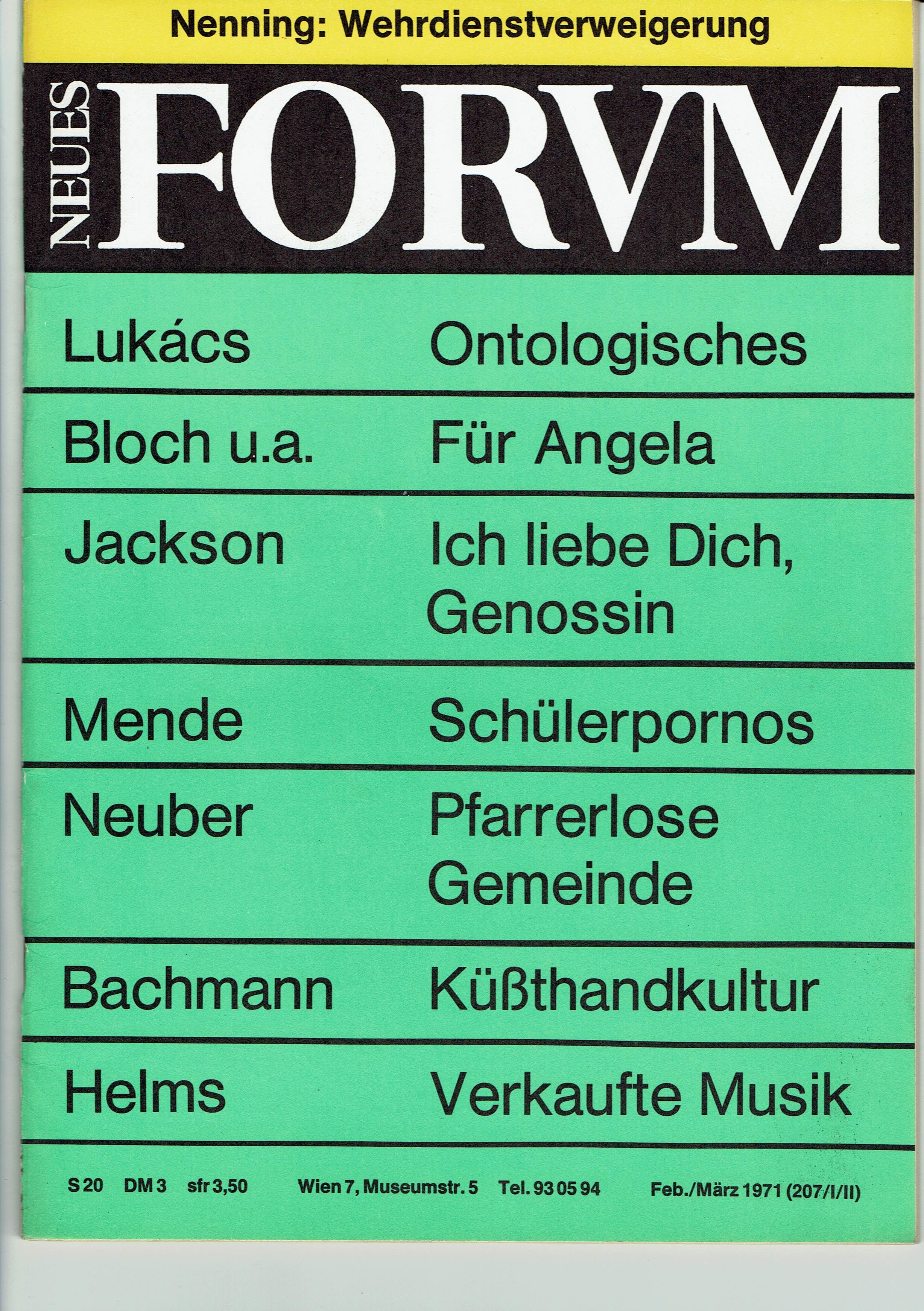
Zeitschrift Neues Forvm Februar/März 1971

Die österreichische Zeitschrift FORVM wurde mit dem Untertitel Österreichische Monatsblätter für kulturelle Freiheit 1954 von Friedrich Hansen-Löve, Felix Hubalek, Alexander Lernet-Holenia und Friedrich Torberg unter dessen Federführung und mit Mitteln des Kongresses für kulturelle Freiheit gegründet. 1966 wurde Günther Nenning Herausgeber, 1986 Gerhard Oberschlick. 1995 wurde die Print-Version des FORVM eingestellt. Ab dem Jahr 2000 gab es eine im Umfang stark reduzierte Online-Version, die im Juli 2018 umfassend erneuert wurde. Die international verbreitete Zeitschrift war Ausgangspunkt und Meinungsforum für zahlreiche politische und ideologische Diskussionen und Auseinandersetzungen im gesamten deutschen Sprachraum und darüber hinaus.

## Geschichte

### Herausgeber Friedrich Torberg (1954–1965)
Im ersten Jahrzehnt ihres Bestehens war die Zeitschrift durch den rigiden Antikommunismus ihres Herausgebers Friedrich Torberg geprägt. Bereits in ihrer ersten Nummer gab es unter dem Titel „Gespräch mit dem Feind“ eine Kontroverse zwischen Torberg und Friedrich Heer über die Frage, ob es statthaft sei, mit Kommunisten zu reden (wobei Torberg „hoffnungslos nach Punkten dem Pro-Autor Friedrich Heer unterlegen“ war). Es gelang Torberg, mit tatkräftiger Unterstützung von Hans Weigel und Ernst Haeusserman, aber gegen Günther Nenning, an den Wiener Bühnen einen Brecht-Boykott durchzusetzen, der Bestand hatte, bis das Wiener Volkstheater am 23. Februar 1963 Mutter Courage und ihre Kinder aufführte. Trotz starker Akzentuierung auf Theater und Literatur setzte das FORVM bereits in den ersten Jahren seines Bestehens wesentliche Impulse im Dialog zwischen Kirchen und Staat und zwischen den Ideologien und trug zur sozialwissenschaftlichen Fundierung der bevorstehenden Revolten bei.
1967 deckten Recherchen der Zeitschrift Ramparts und der Saturday Evening Post auf, dass es sich beim Geldgeber „Kongress für kulturelle Freiheit“ um eine CIA-Vorfeldorganisation mit dem Auftrag handelte, liberale und linke intellektuelle Strömungen in Europa im Kalten Krieg gegen den Kommunismus zu unterstützen. Torbergs rabiater Antikommunismus erschien den Finanziers – nach mehreren Warnungen – schließlich nicht mehr tragbar, weshalb die CIA-Finanzierung 1961 eingeschränkt und 1964 eingestellt wurde.
Ab 1958 fungierte Günther Nenning de facto als Blattmacher des FORVM, erst streng kontrolliert von Torberg, ab 1964 jedoch in weitgehender Alleinverantwortung. Nach dem Rückzug des neuen Financiers Hans Deutsch 1965 zog sich Torberg ganz zurück.

### Herausgeber Günther Nenning (1966–1986)
Torberg übergab 1966 Eigentum und Herausgeberschaft des FORVM an Günther Nenning, der das Blatt – als „Christ und Sozialist“ – nach links öffnete, es bis Torbergs Tod aber in NEUES FORVM umbenennen musste. Er konnte die Auflage von 2.700 auf fast 30.000 Exemplare steigern. 1970 führte der Abdruck der Philosophie im Boudoir des Marquis de Sade (mit einem Kommentar von Michael Siegert) zur Beschlagnahme der Nummer und einem Aushangverbot für mehrere Folge-Ausgaben durch das österreichische Innenministerium. In dieser Zeit wurde im FORVM ebenso über Österreichs Verfassung und Neutralität diskutiert wie über Naturrecht, Vergangenheitsbewältigung, die sexuelle Revolution, Aktionismus und Terrorismus.
Von 1973 bis 1982 redigierte Michael Siegert die Zeitschrift. Er griff stärker als Torberg oder Nenning in die Texte von Autoren ein, was gelegentlich verärgerte Reaktionen hervorrief. 1973 wurde das FORVM in der Folge der 68er-Revolte in das Eigentum eines Vereins „der Redakteure und Angestellten des FORVM“ überführt, Nenning blieb aber Herausgeber und Chefredakteur. Es gab einen Redaktionsbeirat Österreich und International.
1982 übernahm Gerhard Oberschlick die Funktion des Blattmachers, wurde jedoch von Nenning Anfang 1984 wegen Unbotmäßigkeit entlassen. Wesentliche Streitpunkte waren Nennings Kooperation mit dem damaligen profil-Herausgeber Peter Michael Lingens und dem Wiener Stadtrat Jörg Mauthe sowie die heimliche Finanzierung des so genannten Konrad-Lorenz-Volksbegehrens durch Hans Dichand und dessen Kronen Zeitung, mit denen Nenning auch publizistisch kooperierte. Nenning brachte das FORVM auf eine fundamentalistisch-grüne Linie. Die Auflage sank dramatisch bis auf 1.700 Exemplare, das Blatt stand vor dem Konkurs. 1986 übergab Nenning die Zeitschrift an Gerhard Oberschlick.

### Herausgeber Gerhard Oberschlick (1986–1995 als Print- und ab 2000 als Online-Version)
Oberschlick positionierte das FORVM neu, die Zeitschrift erholte sich und konnte die Auflage wieder auf bis zu 25.000 Exemplare steigern. Günther Anders wurde zum wichtigsten Autor, Rechtsstaat und Menschenrechte zentrale Themen. Aufmerksamkeit erzielte das FORVM, als Hans Lebert als Empfänger des von Alfred Toepfer gestifteten Grillparzer-Preises diesen zwar annahm, aber in seiner Rede den Stifter und alle Anschlussbemühungen heftig kritisierte. Der im Vorhinein eingeweihte Oberschlick druckte die Rede und ließ sie unmittelbar nach ihrer Verlesung durch den Heldenplatz-Darsteller Wolfgang Gasser im Großen Festsaal der Universität Wien als Sonderausgabe des FORVM verteilen. Die großdeutschen Ambitionen des Stifters aufgedeckt hatte FORVM-Autor Christian Michelides.
1995 wurde die Druckversion der Zeitschrift „widerruflich eingestellt“. Ein Reprint aller 42 Jahrgänge (504 Heftnummern mit 6.664 Beiträgen von 2.121 Autoren auf 21.387 Seiten) ist 2004 erschienen. 2021 erschien noch einmal eine Sonderausgabe Rudolf Burger Austrokopernikus als Heft 505.
Ab dem Jahr 2000 existierte eine stark reduzierte Online-Version unter www.forvm.at. Im Juli 2018 wurde der Webauftritt neu gestaltet und erhielt den Untertitel, den auch die Print-Ausgabe im letzten Jahrzehnt ihres Erscheinens trug: Internationale Zeitschrift für kulturelle Freiheit, politische Gleichheit und solidarische Arbeit. Die Website enthält nun neben online veröffentlichten Beiträgen sukzessive auch die Texte der Druckausgaben von 1954 bis 1995 samt Autorenregister sowie das Günther-Anders-Archiv, unter anderem mit einer Günther-Anders-Bibliographie 1924–2012.

## FORVM-Autoren (Auswahl)
Dies ist eine Auswahl der insgesamt 2.121 FORVM-Autoren. Vollständig erfasst sind sie im Registerband des Reprints; alle Autoren und ihre Beiträge, zum Teil im Volltext, sind auch online zu finden.
- Theodor W. Adorno
- Günther Anders
- Heinrich Böll
- Christian Broda
- Rudolf Burger
- Elias Canetti
- Andrea Maria Dusl
- Josef Dvorak
- Erich Fried
- Claus Gatterer
- Michael Guttenbrunner
- Friedrich Heer
- Fritz Herrmann
- Adolf Holl
- Ivan Illich
- Jürg Jegge
- Hans Kelsen
- Elisabeth Kmölniger
- Franz Kardinal König
- Bruno Kreisky
- Adalbert Krims
- Paul Kruntorad
- Hans Lebert
- Georg Lukács
- Herbert Marcuse
- Robert Menasse
- Christian Michelides
- Manfred Nowak
- Heidi Pataki
- Anton Pelinka
- Klaus Pitter
- Reinhard Priessnitz
- Erwin Ringel
- Hans Rochelt
- Manès Sperber
- Georg Tidl
- Peter Turrini
- Oswald Wiener
- Simon Wiesenthal
- Carl Zuckmayer

## Gesamtausgabe
- FORVM 1954-1995. Reprint. Verlag Ueberreuter, Wien 2001–2005, 29 Bände in 6 Schubern, 18 CD-ROMs, ein Registerband.
  - Ära Torberg. Teil 1: Jahrgänge 1954–1961. 4 Bde., 2002. ISBN 978-3-8000-3901-2
  - Ära Torberg. Teil 2: Jahrgänge 1962–1965. 4 Bde., 2002. ISBN 978-3-8000-3902-9
  - Ära Nenning. Teil 1: Jahrgänge 1966–1970. 6 Bde., 2003. ISBN 978-3-8000-3952-4
  - Ära Nenning. Teil 2: Jahrgänge 1971–1976. 6 Bde., 2003. ISBN 978-3-8000-3953-1
  - Ära Nenning. Teil 3: Jahrgänge 1977–1986. 5 Bde., 2004. ISBN 978-3-8000-3962-3
  - Ära Oberschlick: Jahrgänge 1987–1995. 4 Bde., 2005. ISBN 978-3-8000-3963-0